# NGC 7277
NGC 7277 (również PGC 68861) – galaktyka spiralna (Sb), znajdująca się w gwiazdozbiorze Ryby Południowej. Odkrył ją John Herschel 27 września 1834 roku.